# Brandýs nad Labem-Stará Boleslav
Brandýs nad Labem-Stará Boleslav (en allemand : Brandeis an der Elbe-Altbunzlau) est une ville du district de Prague-Est, dans la région de Bohême-Centrale, en République tchèque. Sa population s'élevait à 20 073 habitants en 2024.

## Géographie
Brandýs nad Labem-Stará Boleslav est arrosée par l'Elbe et se trouve à 21 km au nord-est du centre de Prague.

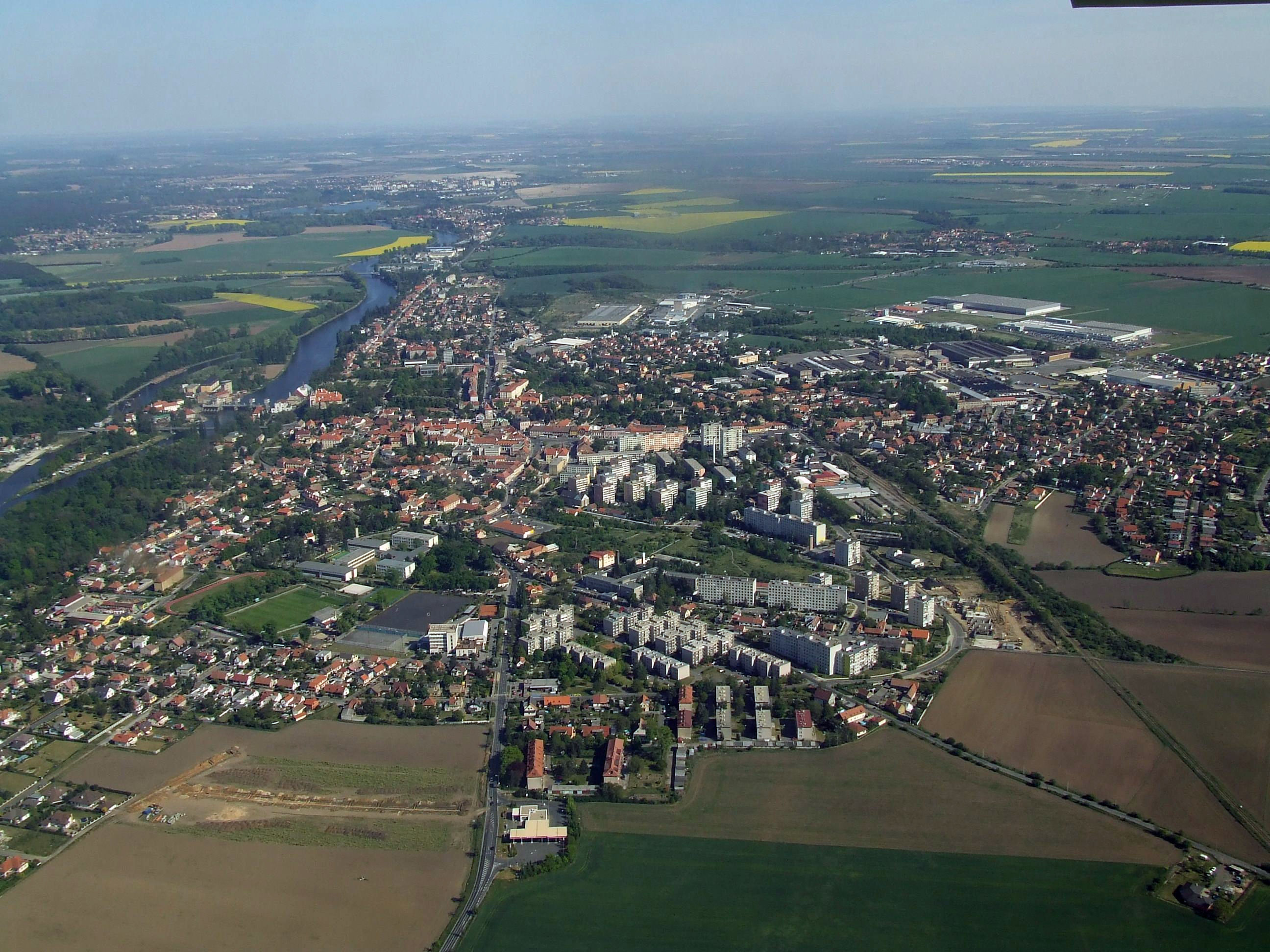
Vue aérienne de la ville.

La commune est limitée par Polerady, Záryby, Borek et Lhota au nord, par Hlavenec et Skorkov à l'est, par Nový Vestec, Zápy et Dřevčice au sud, et par Podolanka et Brázdim à l'ouest.

## Histoire
La première mention écrite de la localité date de 1052.

## Population
Recensements (*) ou estimations de la population de la commune dans ses limites actuelles :
| 1869* | 1880* | 1890* | 1900* | 1910*  | 1921* |
| ----- | ----- | ----- | ----- | ------ | ----- |
| 7 291 | 7 945 | 8 065 | 8 750 | 10 681 | 9 882 |

| 1930*  | 1950*  | 1961*  | 1970*  | 1980*  | 1991*  |
| ------ | ------ | ------ | ------ | ------ | ------ |
| 11 609 | 12 243 | 13 292 | 13 993 | 14 412 | 15 644 |

| 2001*  | 2011*  | 2015   | 2016   | 2017   | 2018   |
| ------ | ------ | ------ | ------ | ------ | ------ |
| 15 298 | 17 537 | 18 011 | 18 249 | 18 507 | 18 815 |

| 2019   | 2020   | 2021   | 2022   | 2023   | 2024   |
| ------ | ------ | ------ | ------ | ------ | ------ |
| 19 136 | 19 255 | 19 420 | 18 755 | 19 767 | 20 073 |

## Galerie

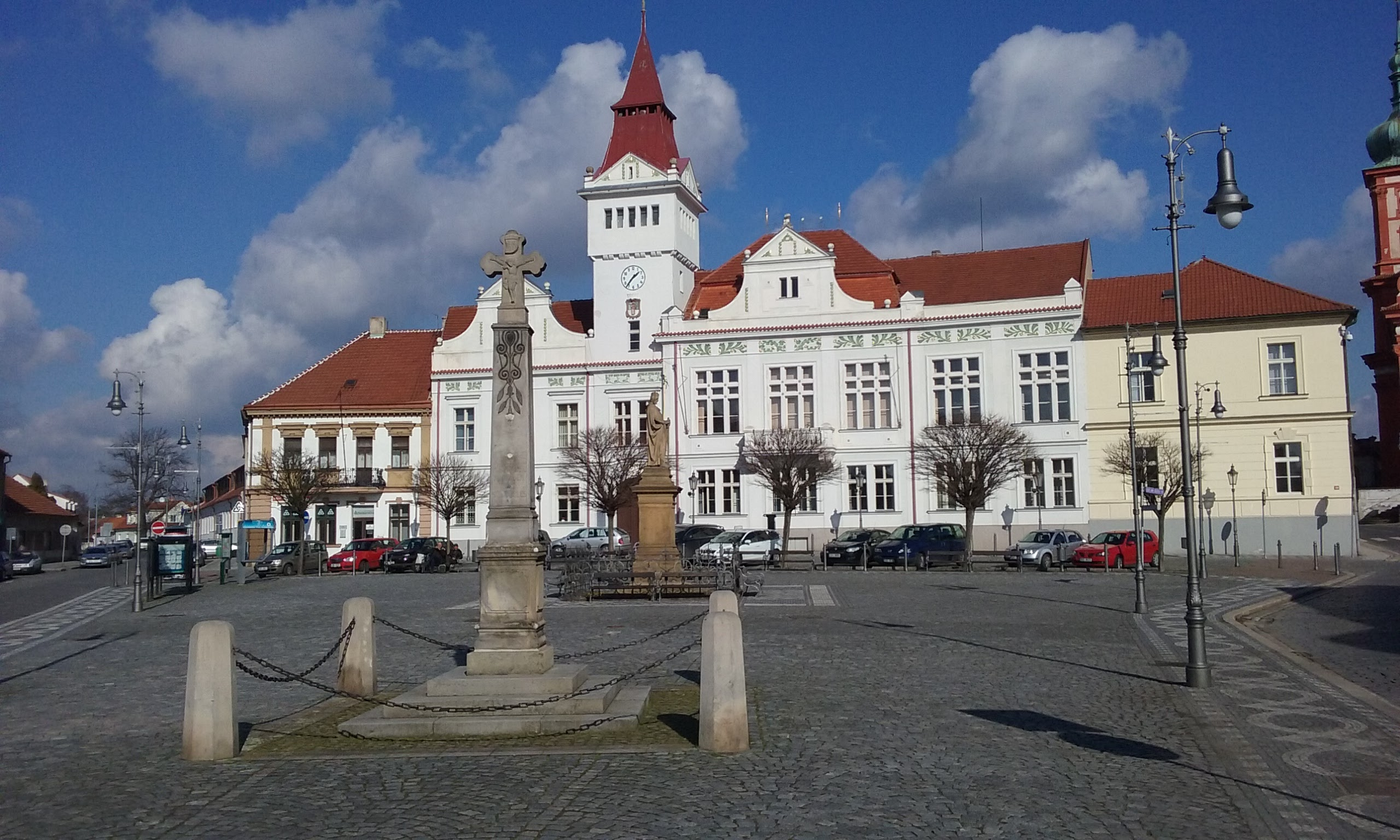
L'hôtel de ville.
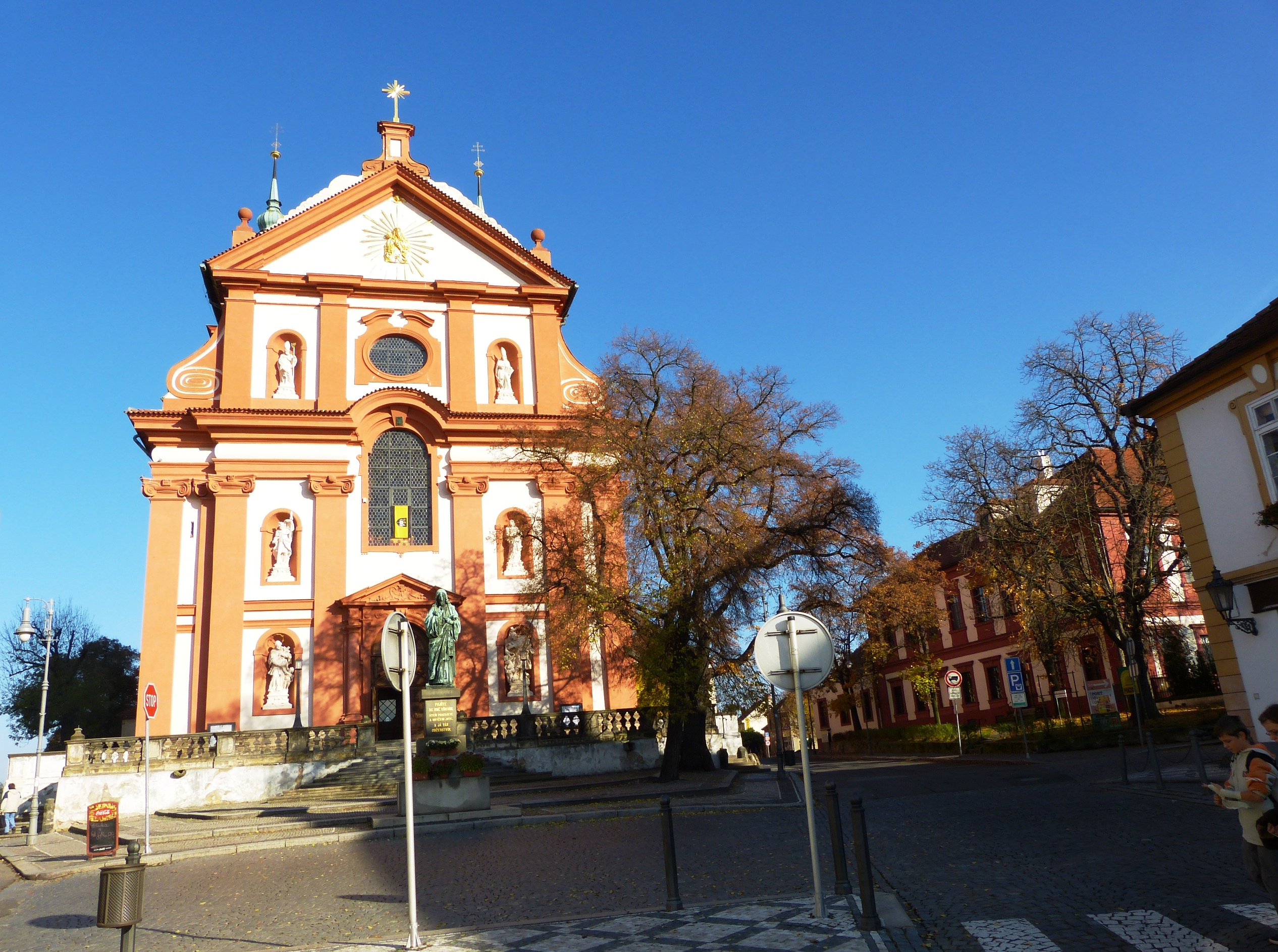
L'église de la Vierge Marie.

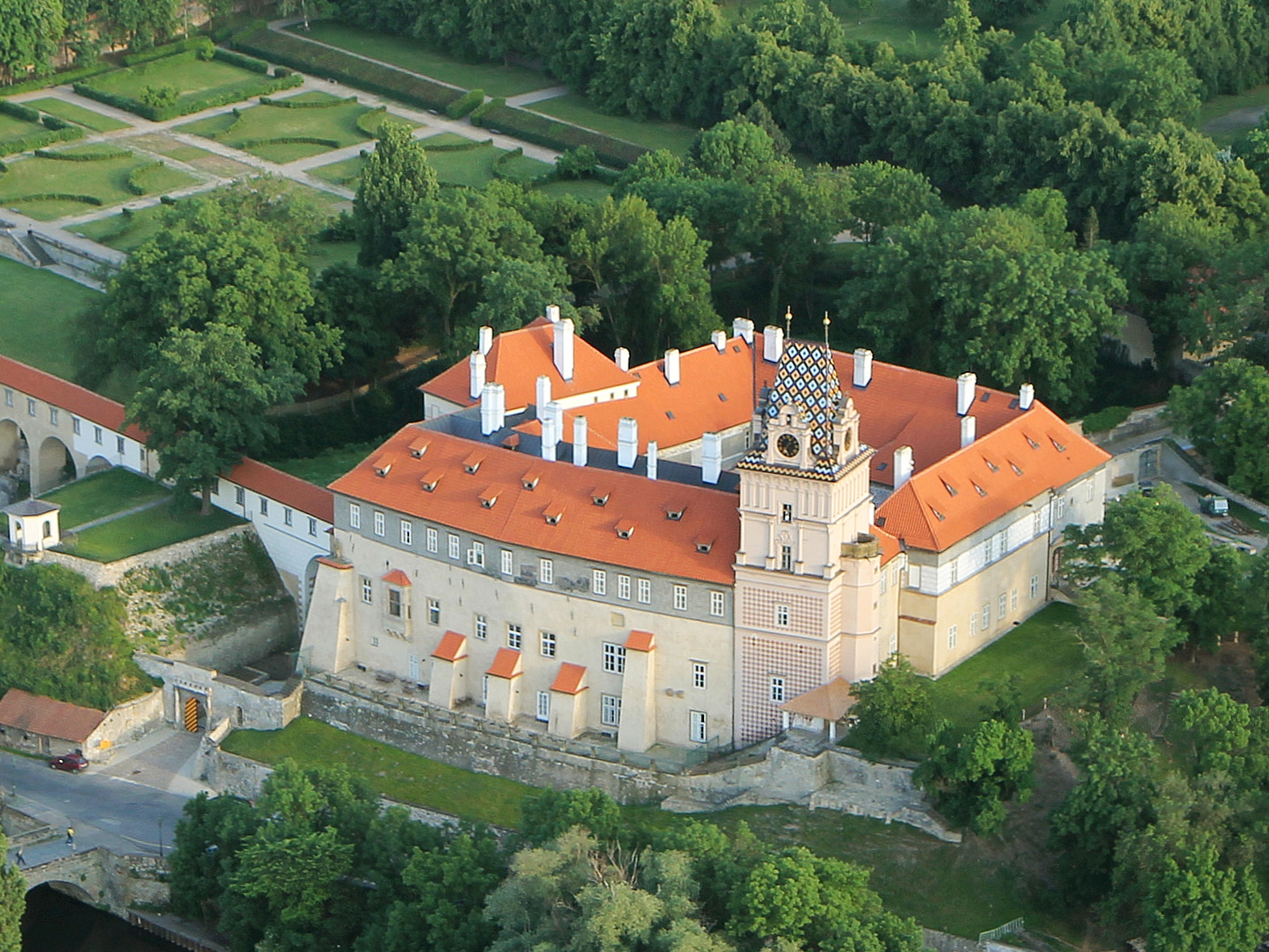
Le château de Brandýs nad Labem.
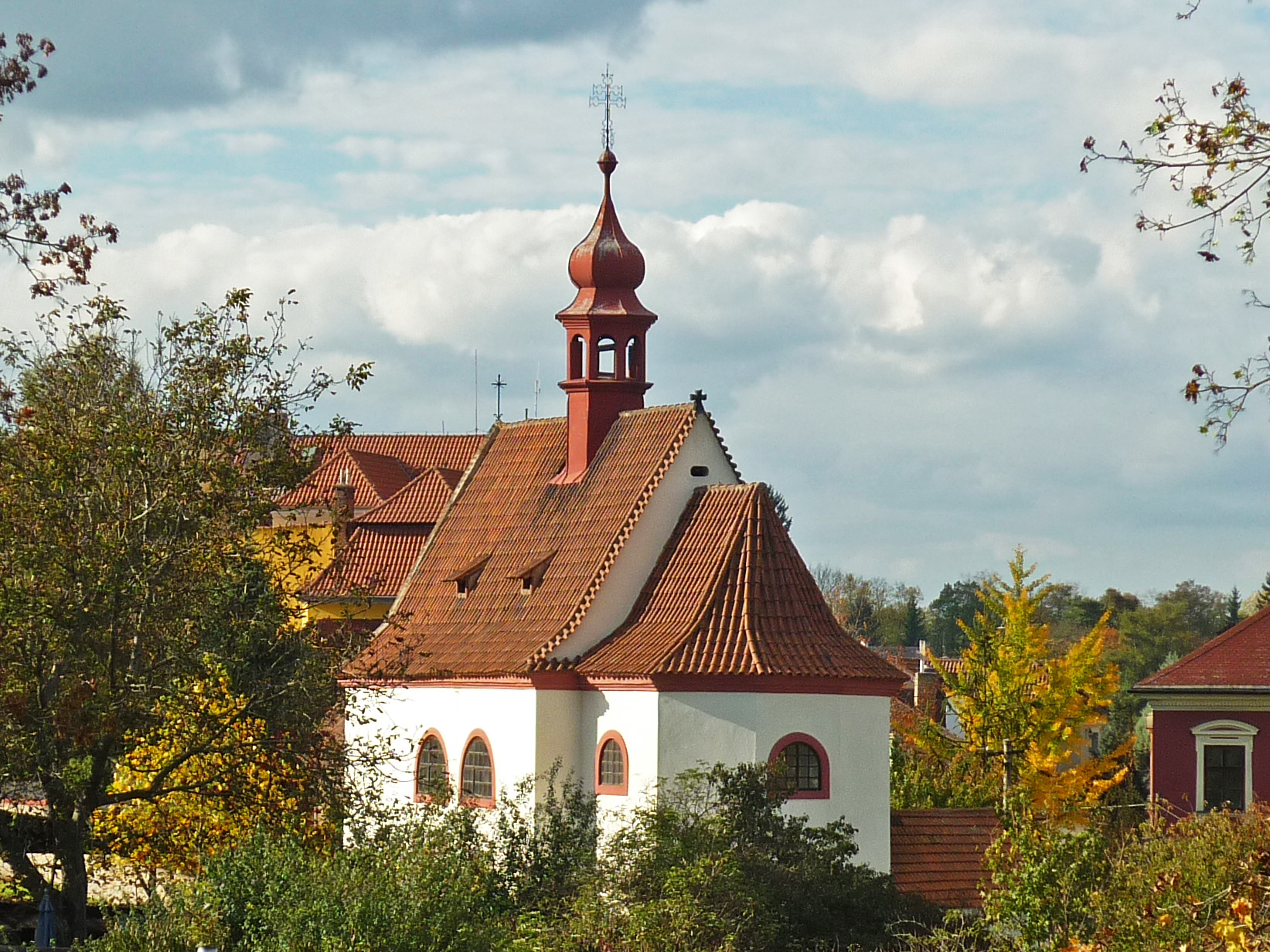
L'église Saint-Pierre.

## Administration
La commune se compose de trois sections :
- Brandýs nad Labem
- Popovice
- Stará Boleslav

## Personnalités
- Venceslas Ier, duc de Bohême (905-935) assassiné à Stara Boleslav, saint patron de la République Tchèque;
- Jan Jiskra z Brandýsa (vers 1400-1469), mercenaire tchèque
- Jan Tesánek (1728-1788), jésuite et mathématicien
- Louis-Salvador de Habsbourg-Lorraine (1847-1915), prince autrichien
- Stanislav Rudolf (1932-2022), écrivain et scénariste, y est mort
- David Pech (2002-), footballeur tchèque